# Sainte-Honorine-de-Ducy
 Sainte-Honorine-de-Ducy  es una población y comuna francesa, situada en la región de Baja Normandía, departamento de Calvados, en el distrito de Bayeux y cantón de Caumont-l'Éventé.

## Demografía
| 194 | 158 | 128 | 117 | 113 | 116 |
| Para los censos de 1962 a 1999 la población legal corresponde a la población sin duplicidades (Fuente: INSEE [Consultar]) |     |     |     |     |     |